# SN 2007ju
SN 2007ju – supernowa typu Ia odkryta 14 września 2007 roku w galaktyce A001150-0020. W momencie odkrycia miała maksymalną jasność 19,90m.